# 杉川智
杉川 智（すぎかわ さとし）は、日本の情報工学者、制御/システム工学者。大阪工業大学情報科学部実世界情報学科准教授。博士（工学）（神戸大学）。計測自動制御学会関西支部講習会委員会2021副委員長。システム制御情報学会研究発表講演会2017実行委員。
専門は、情報工学、制御システム工学（ドローン制御含む）、プログラミング（特にC、JAVA）・Paizaラーニング。

## 略歴
神戸大学大学院自然科学研究科情報・電子科学専攻博士課程修了、博士（工学）（神戸大学）。2013年大阪工業大学情報科学部に着任、情報ネットワーク学科助手。2019年同学部ネットワークデザイン学科講師を経て、2025年同学部実世界情報学科准教授。
主な所属学会は、計測自動制御学会、システム制御情報学会、電子情報通信学会、日本ロボット学会。

## 主な研究
- ごみの量の予測とごみ収集ルートの作成とその適用 ：神戸大学と大阪工業大学との共同GAPファンド案件
- 不確実性を含む生産システムに対する研究
- スケジューリングコストを考慮したダイナミックスケジューリングのための基礎研究
- 不確実環境下におけるロバストスケジューリング
- 運動負荷の制御を目的としたロボットによる伴走速度制御と負荷推定ための心拍数の測定[4]

情報工学の対外啓蒙活動として、高校生向けに『超』探究 Summer School 2024（テーマ：ドローンプログラミング操縦体験 ～災害現場に物資を届けよう～）での講師、スーパーサイエンスハイスクール(SSH)高津高校の学生への研究指導(2022)などを行っている。